# Jelšane
Jelšane [jeu̯šáne] so naselje v Občini Ilirska Bistrica.
V Jelšanah je bil, do vstopa Hrvaške 1. januarja 2023 v skupno schengensko območje, ko je bila mejna kontrola po 32. letih ukinjena, cestni mejni prehod Jelšane.

## Izvor krajevnega imena
Prvotno množinsko prebivalsko ime (etnonim) Jelšane, je izpeljano iz krajevnega imena Jelša ali Jelše, to pa iz občnega imena jelša. Krajevno ime torej prvotno pomeni 'prebivalci kraja Jelša ali Jelše'. 